# Bold Orion

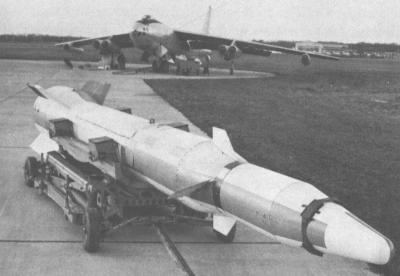
Um Bold Orion, com B-47 para lançamento atrás dele.

O Bold Orion, também conhecido como Sistema de Armas 199B (WS-199B), foi um protóptio de míssil balístico desenvolvido pela Martin Aircraft durante a década de 1950. Desenvolvido para os estágios 1 e 2, o míssil obteve moderado sucesso nos testes, e ajudou no desenvolvimento do GAM-87 Skybolt. Além disso, o Bold Orion foi usado no início dos testes de armas antissatélite, fazendo a primeira intercepção de um satélite artificial por um míssil.

## Projeto e desenvolvimento

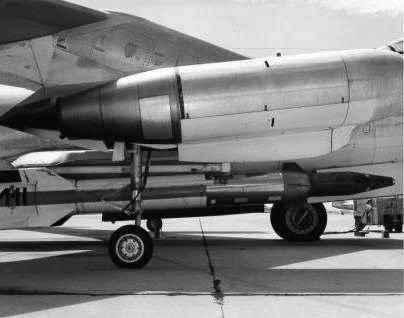
Um míssil WS-199B Bold Orion acoplado ao pilone sob as asas de um B-47 Stratojet.

O míssil Bold Orion foi desenvolvido como parte do Weapons System 199, iniciado pela força Aérea dos Estados Unidos em resposta ao programa da marinha america Polaris, com financiamente autorizado pelo Congresso Americano em 1957. O objetivo do WS-199 foi o desenvolvimento de tecnologia que poderia ser usada em novas armas estratégicas para o Strategic Air Commmand da força aéra americana., não entrenar amaras operacionais; com uma ênfase primária no provimento de feasibility de mísisl balístico.
A designiaçõ WS-199B foi assinada par ao projeto que, sob o contrato premiado em 1958 para a Matrtin Warcraft, se tornaria o míssil Bold orion,